# Лецен (Мекленбург)
Лецен (нем. Leezen) — община в Германии, в земле Мекленбург-Передняя Померания.
Входит в состав района Пархим. Подчиняется управлению Остуфер Шверинер Зее. Население составляет 2182 человека (на 31 декабря 2010 года). Занимает площадь 26,25 км².
Коммуна подразделяется на 5 сельских округов.